# Campionati europei di canottaggio 2010
I Campionati europei di canottaggio 2010 si sono svolti a Montemor-o-Velho (Portogallo) dal 10 al 12 settembre 2010.

## Medagliere
| Posizione | Paese       |    |    |    | Totale |
| --------- | ----------- | -- | -- | -- | ------ |
| 1         | Germania    | 6  | 2  | 3  | 11     |
| 2         | Italia      | 4  | 3  | 2  | 8      |
| 3         | Bielorussia | 3  | 0  | 0  | 3      |
| 4         | Grecia      | 2  | 1  | 0  | 3      |
| 5         | Francia     | 2  | 0  | 2  | 4      |
| 6         | Romania     | 2  | 0  | 1  | 2      |
| 7         | Polonia     | 1  | 4  | 0  | 5      |
| 8         | Rep. Ceca   | 1  | 1  | 3  | 5      |
| 9         | Ucraina     | 1  | 0  | 2  | 3      |
| 10        | Danimarca   | 0  | 3  | 0  | 3      |
| 10        | Paesi Bassi | 0  | 3  | 0  | 3      |
| 12        | Croazia     | 0  | 1  | 1  | 2      |
| 12        | Estonia     | 0  | 1  | 1  | 2      |
| 12        | Portogallo  | 0  | 1  | 1  | 2      |
| 15        | Austria     | 0  | 1  | 0  | 1      |
| 15        | Svezia      | 0  | 1  | 0  | 1      |
| 17        | Serbia      | 0  | 0  | 1  | 1      |
| 17        | Svizzera    | 0  | 0  | 1  | 1      |
| 17        | Slovacchia  | 0  | 0  | 1  | 1      |
| 17        | Spagna      | 0  | 0  | 1  | 1      |
| Totale    | Totale      | 22 | 22 | 20 | 64     |

## Risultati

### Uomini
| Evento            | Oro | Tempo   | Argento | Tempo   | Bronzo | Tempo   |
| Singolo           | Rep. Ceca Ondřej Synek | 6:47.96 | Svezia Lassi Karonen | 6:50.76 | Germania Karl Schulze | 6:52.49 |
| Due senza         | Grecia Georgios Tziallas Ioannis Christou | 6:30.34 | Italia Lorenzo Carboncini Niccolò Mornati | 6:33.35 | Serbia Marko Marjanović Nikola Stojić | 6:36.85 |
| Due con           | Bielorussia Vadzim Lialin Aliaksandr Kazubouski Piotr Piatrynich                                                                                           | 7:45.50 | Italia Simone Ponti Mario Palmisano Andrea Lenzi | 7:48.79 | Rep. Ceca Jakub Houška Jakub Makovička Oldřich Hejdušek | 7:53.44 |
| Due di coppia     | Francia Cédric Berrest Julien Bahain | 6:12.12 | Estonia Allar Raja Kaspar Taimsoo | 6:12.90 | Rep. Ceca Petr Vitásek David Jirka | 6:13.57 |
| Quattro senza     | Germania René Bertram Jochen Urban Urs Kaeufer Florian Eichner'                                                                                            | 5:52.54 | Grecia Stergios Papachristos Ioannis Tsilis Nikolaos Goudoulas Apostolos Goudoulas                                                                      | 5:54.08 | Rep. Ceca Jan Gruber Milan Doleček Milan Bruncvík Michal Horváth                                                                                              | 5:54.09 |
| Quattro di coppia | Polonia Konrad Wasielewski Marek Kolbowicz Michał Jeliński Adam Korol                                                                                      | 5:53.04 | Croazia David Šain Martin Sinković Damir Martin Valent Sinković                                                                                         | 5:54.05 | Ucraina Volodymyr Pavlovskyy Serhiy Hryn Serhiy Biloushchenko Ivan Dovhodko                                                                                   | 5:54.36 |
| Otto con          | Germania Gregor Hauffe Maximilian Reinelt Kristof Wilke Florian Mennigen Richard Schmidt Lukas Müller Toni Seifert Sebastian Schmidt Martin Sauer          | 5:51.94 | Polonia Rafał Hejmej Jarosław Godek Piotr Hojka Krystian Aranowski Michał Szpakowski Marcin Brzeziński Piotr Juszczak Mikołaj Burda Daniel Trojanowski  | 5:54.22 | Ucraina Andriy Pryveda Viktor Hrebennikov Anton Kholyaznykov Dmytro Prokopenko Oleh Lykov Valentyn Kletskoy Andriy Shpak Sergiy Chykanov Oleksandr Konovaliuk | 5:57.82 |
| Pesi leggeri      | |         | |         | |         |
| Singolo           | Italia Marcello Miani | 7:45.41 | Paesi Bassi Jaap Schouten | 7:49.18 | Slovacchia Lukáš Babač | 7:51.45 |
| Due senza         | Francia Fabien Tilliet Jean-Christophe Bette | 7:12.99 | Paesi Bassi Joris Pijs Paul Drewes | 7:21.39 | Spagna Andreu Castella Rubén Álvarez | 7:22.87 |
| Due di coppia     | Germania Linus Lichtschlag Lars Hartig | 6:21.46 | Portogallo Pedro Fraga Nuno Mendes | 6:22.50 | Francia Jérémie Azou Rémi Di Girolamo | 6:23.99 |
| Quattro senza     | Germania Bastian Seibt Jost Schömann-Finck Jochen Kühner Martin Kühner                                                                                     | 5:54.78 | Polonia Łukasz Pawłowski Łukasz Siemion Miłosz Bernatajtys Paweł Rańda                                                                                  | 5:56.58 | Svizzera Simon Schürch Lucas Tramèr Simon Niepmann Mario Gyr                                                                                                  | 5:58.29 |
| Quattro di coppia | Italia Franco Sancassani Pietro Ruta Fabrizio Gabriele Stefano Basalini                                                                                    | 6:19.06 | Danimarca Steffen Jensen Martin Batenburg Christian Nielsen Hans Christian Sørensen                                                                     | 6:20.85 | Francia Pierre-Etienne Pollez Stany Delayre Alexandre Pilat Frédéric Dufour                                                                                   | 6:27.79 |
| Otto con          | Italia Luigi Scala Davide Riccardi Luca De Maria Armando Dell'Aquila Emiliano Ceccatelli Gennaro Gallo Livio La Padula Bruno Mascarenhas Vincenzo Di Palma | 6:08.64 | Danimarca Anders Hansen Lasse Dittmann Sophus Johannesen Jens Nielsen Daniel Zielinski Thorbjoern Patscheider Jacob Barsøe Martin Kristensen Emil Blach | 6:09.24 | Portogallo Joao Gabriel Manuel Ferreira Octávio Barbosa Joao Rodrigues Pedro Vitor Jorge Correia Carvalho Joao Costa Amorim Ricardo Carraco Rui Torres        | 6:25.66 |

### Donne
| Evento            | Oro | Tempo   | Argento | Tempo   | Bronzo | Tempo   |
| Singolo           | Bielorussia Ekaterina Karsten | 7:24.63 | Rep. Ceca Miroslava Knapková | 7:25.90 | Svezia Frida Svensson | 7:27.47 |
| Due senza         | Romania Camelia Lupașcu Nicoleta Albu | 7:22.89 | Germania Kerstin Hartmann Marlene Sinnig | 7:25.25 | Croazia Sonja Kešerac Maja Anić | 7:27.62 |
| Due di coppia     | Germania Annekatrin Thiele Stephanie Schiller | 6:49.87 | Polonia Magdalena Fularczyk Julia Michalska | 6:51.86 | Italia Laura Schiavone Elisabetta Sancassani | 6:53.39 |
| Quattro senza     | Bielorussia Hanna Haura Natallia Helakh Natallia Haurylenka Zinaida Kliuchynskaya                                                                    | 7:28.81 | Italia Samantha Molina Gioia Sacco Claudia Wurzel Valentina Calabrese                                                                                                | 7:35.44 | |         |
| Quattro di coppia | Ucraina Kateryna Tarasenko Olena Buryak Anastasiya Kozhenkova Yana Dementyeva                                                                        | 6:22.22 | Germania Britta Oppelt Carina Bär Tina Manker Julia Richter | 6:24.42 | Svizzera Regina Naunheim Nora Fiechter Katja Hauser Martina Ernst                                                                               | 6:28.69 |
| Otto con          | Romania Roxana Cogianu Ionela Zaharia Maria Diana Bursuc Ioana Craciun Adelina Cojocariu Nicoleta Albu Camelia Lupașcu Eniko Mironcic Teodora Stoica | 6:36.45 | Paesi Bassi Kirsten Wielaard Claudia Belderbos Roline Repelaer van Driel Sytske de Groot Chantal Achterberg Nienke Kingma Carline Bouw Femke Dekker Anne Schellekens | 6:39.35 | Germania Eva Paus Anika Kniest Constanze Siering Silke Günther Kathrin Thiem Ulrike Sennewald Nina Wengert Anna-Maria Kipphardt Laura Schwensen | 6:41.51 |
| Pesi leggeri      | |         | |         | |         |
| Singolo           | Germania Marie-Louise Dräger | 8:39.47 | Austria Michaela Taupe-Traer | 8:46.15 | Italia Laura Milani | 8:53.30 |
| Due di coppia     | Grecia Christina Giazitzidou Alexandra Tsiavou | 6:58.18 | Polonia Magdalena Kemnitz Agnieszka Renc | 7:06.16 | Germania Daniela Reimer Anja Noske | 7:08.29 |
| Quattro di coppia | Italia Enrica Marasca Giulia Pollini Eleonora Trivella Erika Bello                                                                                   | 7:15.18 | Danimarca Christina Pultz Marie Gottlieb Mia Espersen Sarah Christensen                                                                                              | 7:21.07 | |         |